# Sukhothai (provins)
Sukhothai, (thai:  สุโขทัย) är en provins (changwat) i centrala Thailand. Provinsen hade år 2000 593 264 invånare på en areal av 6 596,1 km². Provinshuvudstaden är New Sukhothai.

## Administrativ indelning
Provinsen är indelad 9 distrikt (amphoe). Distrikten är i sin tur indelade i 86 subdistrikt (tambon) och 782 byar (muban). 